# Flomersheim
Flomersheim ist ein Stadtteil und ein Ortsbezirk der kreisfreien Stadt Frankenthal in der nördlichen Vorderpfalz (Rheinland-Pfalz). Bis 1919 war Flomersheim eine selbständige Gemeinde.

## Geographische Lage
Flomersheim liegt auf 95 m ü. NHN in der Oberrheinischen Tiefebene westlich des rund 5 km entfernten Rheins. Es besitzt eine Grundfläche von 481,5 ha. Die Entfernung zur nordöstlich gelegenen Kernstadt beträgt 2 km. Westlich der Bebauung entspringt der Schrakelbach. Entlang des südlichen Siedlungsrandes verläuft in West-Ost-Richtung die Isenach, die zugleich die Grenze zum Stadtteil Eppstein bildet, zu dem es inzwischen keine räumliche Trennung mehr gibt.

## Geschichte
Der Name Flomersheim bedeutete ursprünglich „Heim des Flabo“. Der Ort ist seit der sogenannten fränkischen Landnahme im 5. Jahrhundert besiedelt und wurde zum ersten Mal erwähnt in einer Urkunde des Klosters Gorze bei Metz (Lothringen) vom 24. Mai 765. Die örtliche Pfarrkirche mit dem Patrozinium St. Stephan (zuvor St. Gorgonius) unterstand bis zur Reformation dem Gorzer Filialkloster St. Georgenberg, welches hier das Patronatsrecht innehatte. Im 12. Jahrhundert verfügte die Abtei Gorze über Besitz vor Ort.
Bis Ende des 18. Jahrhunderts gehörte Flomersheim zur Kurpfalz und unterstand dort dem Oberamt Alzey. Von 1798 bis 1814, als die Pfalz Teil der Französischen Republik (bis 1804) und anschließend Teil des Napoleonischen Kaiserreichs war, war Flomersheim in den Kanton Frankenthal eingegliedert und Sitz einer eigenen Mairie. 1815 hatte der Ort 420 Einwohner. Im selben Jahr wurde er Österreich zugeschlagen. Bereits ein Jahr später wechselte der Ort wie die gesamte Pfalz in das Königreich Bayern. Von 1818 bis 1862 gehörte er dem Landkommissariat Frankenthal an; aus diesem ging das Bezirksamt Frankenthal  hervor.
Die Eingemeindung nach Frankenthal erfolgte im Jahr 1919. 1928 hatte Flomersheim 1530 Einwohner, die in 265 Wohngebäuden lebten. Ende 2014 hatte Flomersheim 2748 Einwohner und war damit nach Mörsch zweitgrößter Stadtteil Frankenthals.

## Religion
Sowohl die  Katholiken als auch die Protestanten gehörten 1928 zur jeweiligen Pfarrei von Eppstein. Die in Flomersheim lebenden Juden gehörten zur jüdischen Gemeinde Lambsheim.

## Politik

### Ortsbeirat
Für den Stadtteil Flomersheim wurde ein Ortsbezirk gebildet. Die Interessen der Einwohner werden durch ein eigenes Gremium vertreten. Dem Ortsbeirat gehören neun Beiratsmitglieder an, den Vorsitz im Ortsbeirat führt der direkt gewählte Ortsvorsteher.
Zur Zusammensetzung des Ortsbeirats siehe die Ergebnisse der Kommunalwahlen in Frankenthal (Pfalz).

### Ortsvorsteher
Ulrich Fleischmann (CDU) wurde am 2. Juli 2024 Ortsvorsteher von Flomersheim. Bei der Kommunalwahl am 9. Juni 2024 hatte er sich mit einem Stimmenanteil von 66,1 % gegen eine Mitbewerberin durchgesetzt.
Fleischmanns Vorgängerin Heike Haselmaier (CDU) hatte das Amt 15 Jahre ausgeübt und sich 2024 gegen eine erneute Kandidatur entschieden.

### Wappen
| Wappen von Flomersheim | Blasonierung: „In Gold auf grünem Dreiberg eine grüne Pflanze.“ |
| Wappen von Flomersheim |                                                                 |

## Sehenswürdigkeiten und Kultur
Vor Ort existieren insgesamt zehn Objekte, die unter Denkmalschutz stehen, darunter die evangelische Kirche St. Stephan.

## Wirtschaft und Infrastruktur

### Wirtschaft und Institutionen

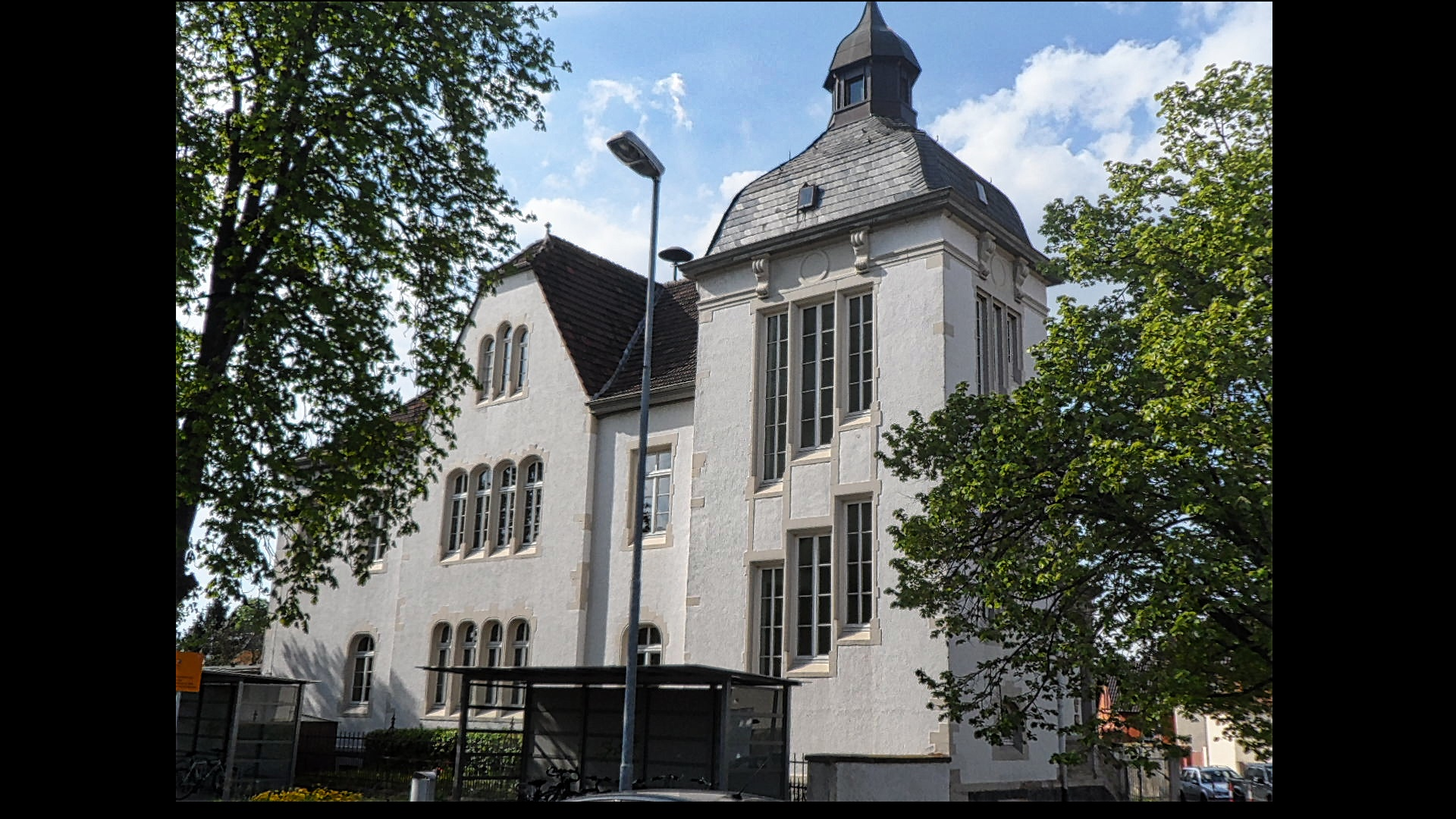
Grundschule Flomersheim

Der Ort war jahrhundertelang bäuerlich geprägt und bekannt für seinen Gemüseanbau. Bald nach dem Zweiten Weltkrieg begann der Wandel hin zu einem großenteils von Pendlern bewohnten Vorort. Der Ort verfügt über eine Grundschule.

### Verkehr
1877 erhielt Flomersheim Anschluss an das Eisenbahnnetz, als die Bahnstrecke Freinsheim–Frankenthal eröffnet wurde; Flomersheim bildete einen von insgesamt drei Unterwegshalten. Mittlerweile wurde der örtliche Bahnhof zum Haltepunkt zurückgebaut. Die Buslinie 466 verbindet den Ort mit der Kernstadt sowie mit Eppstein; von Montag bis Samstag verkehren die Busse halbstündlich, an Sonntagen stündlich. Außerdem führt der Salier-Radweg durch Flomersheim.

## Persönlichkeiten

### Söhnedes Ortes
- Konrad Wepler (1785–1835), geboren in Flomersheim, ehemaliger Soldat der Grande Armée, Weinhändler an der Avenue de Clichy, in Paris. Die Taverne wird nach mehreren Umzügen eine berühmte Pariser Brauerei unter dem Namen “Brasserie Wepler”. Sein Grab befindet sich in Friedhof Cimetière des Batignolles (20. Abteilung).
- Hermann Wilker (1874–1941) war Ruderer und Olympiasieger im Vierer mit Steuermann 1912 in Stockholm.

### Personen, die vor Ort gewirkt haben
- Christoph Fuhrbach (* 1970), Ausdauersportler, gehörte als Schüler der TuS Flomersheim  an.